# М'єй (аеропорт)
Аеропорт М'єй (IATA: MGZ, ICAO: VYME) — аеропорт, що знаходиться в м'янманському місті М'єй.